# محمد علي (لاعب كرة قدم بحريني)
محمد علي (14 سبتمبر 1987 م) لاعب كرة قدم بحريني يلعب حاليا لصالح نادي الدرجة الأولى المالكية البحريني في مركز الجناح الأيمن من 2005م كما يجيد اللعب في مركز المهاجم.